# 本證寺 (つくば市)
本證寺（ほんしょうじ）は、茨城県つくば市に所在する日蓮正宗の寺院。山号は筑波山（つくばさん）。

## 起源と歴史
- 1660年（万治3年）9月28日 - 駿河国上井出にて建立される。開基は日蓮正宗大石寺第19世法主日舜。当時の山号は信行山（しんぎょうさん）。
- 1732年（享保17年） - 今の茨城県牛久市に移転される。
- 1821年（文政4年）10月13日 - 現在地に移転し、山号を筑波山と改める。
- 1964年（昭和39年）12月24日 - 全面改修が行なわれる。

## 所在地
- 茨城県つくば市要46番地

## 周辺
- 筑波記念病院
- 国土地理院
- 地図と測量の科学館
- つくば市立要小学校
- 筑波大学筑波キャンパス

## 交通アクセス
- 関東鉄道バス「筑波記念病院」停留所下車、徒歩10分

## その他
- 同じつくば市内には、日蓮正宗寺院としてこの本證寺のほか本修寺がある。ただし本修寺は、第67世法主日顕の法主としての地位を否定して破門された正信会に属する元僧侶が1982年（昭和57年）9月16日以降占有・居住しており、正常な日蓮正宗の活動が行われていない状態である。